# چارلز جی. اوربرگر
چارلز جی. اوربرگر شیمی‌دانان متولد ان آربر، میشیگان اهل ایالات متحده آمریکا و از روسای انجمن شیمی آمریکا و دانش‌آموختگان مؤسسه فناوری ماساچوست بود.